# Grävlingar
Grävlingar (Melinae) är en underfamilj i familjen mårddjur med sex arter i tre släkten. Av några zoologer räknas även Nordamerikansk grävling (Taxidea taxus), stinkgrävlingar (Mydaus) och honungsgrävling (Mellivora capensis) till underfamiljen men vanligtvis klassas de i egna underfamiljer. I Sverige förekommer arten europeisk grävling.

## Utseende
Grävlingar har en kompakt kropp med litet huvud samt små öron och ögon. Extremiteterna är korta och kraftiga och även svansen är med undantag av släktet solgrävlingar kort. Pälsen är hos de flesta arter gråaktig eller svart och i ansiktet finns tydliga markeringar. Kroppens längd varierar mellan 32 och 90 cm och vikten mellan 1 och 16 kg.

## Utbredning
Arterna av underfamiljen Melinae lever bara i Eurasien och med undantag av den europeiska grävlingen bara i östra och sydöstra Asien. Deras habitat utgör huvudsakligen av skogar eller andra områden med träd.

## Levnadssätt
Grävlingar är oftast aktiva på natten. På dagen stannar de i självgrävda lyor eller andra gömställen. De vistas huvudsakligen på marken och är allätare. Deras föda består av mindre ryggradsdjur, insekter och andra djur samt olika växtdelar.
Honornas dräktighet varar i sex till åtta veckor men ägget vilar efter parningen en tid och så ligger flera månader mellan parningsakten och födelsen. Per kull föds oftast två till fyra ungar. Livslängden går upp till 15 år.

## Släkten och arter
Underfamiljen bildas av tre släkten.
- Meles
  - Europeisk grävling (Meles meles)
  - Meles leucurus
  - Meles anakuma
- Arctonyx
  - Arctonyx albogularis
  - Svingrävling (Arctonyx collaris)
  - Arctonyx hoevenii
- Solgrävlingar (Melogale)
  - Melogale everetti
  - Melogale moschata
  - Melogale orientalis
  - Melogale personata

Dessutom ingår flera utdöda släkten i djurgruppen.